# Эрн, Фёдор Касперович
Фёдор Касперович Эрн (Карл Фредрик Эрн; фин. Carl Fredrik Örn; 1823 или 1827 — 28 января (9 февраля) 1881 года, Санкт-Петербург) — русский военный деятель, генерал-майор (1878), артиллерист и военный конструктор.

## Биография
Родился в 1827 году, выходец из финских шведов. Окончил Финляндский кадетский корпус (1845) и Михайловское артиллерийское училище, после окончания которого некоторое время был ассистентом преподавателя курса артиллерии в Первом  кадетском корпусе в Санкт-Петербурге.
В 1851 году Эрн был направлен от военного министерства на Сестрорецкий оружейный завод, а два года спустя — на Ижорский. Когда началась Крымская война, то вскоре обозначилась технологическая огромная пропасть между русской пехотой, вооружённой гладкоствольными ружьями, и английской и французской пехотой, вооружённой ружьями нарезными. Необычайно насущно встал вопрос о перевооружении русской армии нарезным оружием. В этих условиях Эрну было поручено произвести эксперименты для сравнения эффективности двух типов пуль для нарезного оружия: так называемой бельгийской пули и пули системы Минье. 
По результатам экспериментов Эрн принял решение в пользу пули Минье, но не ограничился отправкой в министерство результатов, а вместо этого ещё дополнительно усовершенствовал пулю Минье, так что этот усовершенствованный вариант всеми членами Артиллерийского комитета был признан лучшим среди всех известных и принят на вооружение для пехотных нарезных ружей.
За отличие в этом деле, Эрн был переведён из армейской артиллерии, где номинально числился в гвардейскую. Сразу же по окончании Крымской войны, он был  командирован за границу для изучения положения ружейного дела в заграничных армиях. Возвратившись из этой командировки вновь на Ижорский завод, Эрн был назначен помощником командира (заместителем директора) завода. Однако, в 1858 году он был назначен командиром Выборгской крепостной артиллерии. Выборгская крепость в то время ещё не утратили своего боевого значения, так что под руководством Эрна было совершено перевооружение крепости нарезной береговой артиллерией. Одновременно с этим, Эрн в 1874 году был назначен совещательным членом Артиллерийского комитета, что позволило ему принимать участие во всей активной деятельности Комитета, касавшейся артиллерийских вооружений.
В ходе Русско-турецкой войны (1877—1878) оставался на двух прежних должностях. В 1878 году был произведён в генерал-майоры.
Генерал-майор Эрн скончался в Санкт-Петербурге в 1881 году.